# Lista de senadores do Brasil da 23.ª legislatura
Esta é a lista de senadores do Brasil da 23.ª legislatura do Congresso Nacional. Inclui-se o nome civil dos parlamentares, o partido ao qual eram filiados na data da posse, sua unidade federativa de origem, bem como outras informações. Esta legislatura do Senado Federal durou de 15 de novembro de 1894 a 31 de janeiro de 1897.

## Mesa diretora
| Imagem | Cargo                                          | Nome                                                      | Estado            |
| ------ | ---------------------------------------------- | --------------------------------------------------------- | ----------------- |
|        | Presidente (Como Vice-Presidente da República) | Manoel Victorino (Manoel Victorino Pereira)               | Bahia             |
|        | 1° Vice-Presidente                             | Antônio Nogueira Accioly (Antônio Pinto Nogueira Accioly) | Ceará             |
|        | 2° Vice-Presidente                             | Campos Salles (Manoel Ferraz de Campos Salles)            | São Paulo         |
|        | 1° Secretário                                  | Saldanha Marinho (Joaquim Saldanha Marinho)               | Distrito Federal  |
|        | 2° Secretário                                  | Ruy Barbosa (Ruy Barbosa de Oliveira)                     | Bahia             |
|        | 3° Secretário                                  | Cristiano Ottoni (Cristiano Benedito Ottoni)              | Minas Gerais      |
|        | 4° Secretário                                  | Justo Chermont (Justo Pereira Leite Chermont)             | Pará              |
|        | 1° Suplente                                    | Antônio Coelho Rodrigues                                  | Piauí             |
|        | 2° Suplente                                    | Pinheiro Machado (José Gomes Pinheiro Machado)            | Rio Grande do Sul |
|        | 3° Suplente                                    | Joaquim Correia (Joaquim Correia de Araújo)               | Pernambuco        |
|        | 4° Suplente                                    | Aquelino do Amaral (Aquelino Leite do Amaral Coutinho)    | Paraíba           |

## Senadores em exercício ao fim da legislatura
| Imagem              | Nome                                                             | Início de mandato       | Fim de mandato          | Observações                                                                                 |
| Alagoas             | Alagoas                                                          | Alagoas                 | Alagoas                 | Alagoas                                                                                     |
| ------------------- | ---------------------------------------------------------------- | ----------------------- | ----------------------- | ------------------------------------------------------------------------------------------- |
|                     | Messias de Gusmão (Manuel Messias de Gusmão Lyra)                | 1° de fevereiro de 1891 | 31 de janeiro de 1897   | [ 1 ]                                                                                       |
|                     | Francisco Leite e Oiticica (Francisco de Paula Leite e Oiticica) | 15 de novembro de 1894  | 31 de janeiro de 1900   | [ 2 ]                                                                                       |
|                     | João Rego Mello (João da Silva Rego Mello)                       | 15 de novembro de 1894  | 9 de fevereiro de 1900  | [ 3 ]                                                                                       |
| Amazonas            |                                                                  |                         |                         |                                                                                             |
|                     | José da Costa Azevedo                                            | 15 de novembro de 1894  | 24 de setembro de 1904  | Barão de Ladário, faleceu no exercício do cargo                                             |
|                     | Francisco Machado (Manuel Francisco Machado)                     | 15 de novembro de 1891  | 31 de janeiro de 1900   | Barão de Solimões                                                                           |
|                     | Joaquim Sarmento (Joaquim José Pais da Silva Sarmento)           | 21 de fevereiro de 1891 | 14 de novembro de 1902  | Governador do Amazonas (1884)                                                               |
| Bahia               |                                                                  |                         |                         |                                                                                             |
|                     | Luís Viana (Luiz Vianna)                                         | 15 de novembro de 1891  | 6 de março de 1896      | Governador da Bahia (1896-1900)                                                             |
|                     | Ruy Barbosa (Ruy Barbosa de Oliveira)                            | 15 de novembro de 1891  | 10 de março de 1921     | Renunciou o mandato em 1921                                                                 |
|                     | Manoel Victorino (Manoel Victorino Pereira)                      | 15 de novembro de 1894  | 12 de agosto de 1896    | Suplente de Virgílio Damásio, acumulou a função de Vice-Presidente da República (1894-1898) |
| Ceará               |                                                                  |                         |                         |                                                                                             |
|                     | João Cordeiro                                                    | 15 de novembro de 1891  | 8 de agosto de 1905     | [ 10 ]                                                                                      |
|                     | Joaquim Catunda (Joaquim de Oliveira Catunda)                    | 15 de novembro de 1891  | 28 de julho de 1907     | Faleceu no exercício do cargo                                                               |
|                     | Antônio Nogueira Accioly (Antônio Pinto Nogueira Accioly)        | 15 de novembro de 1894  | 11 de julho de 1896     | Governador do Ceará (1896-1900)                                                             |
| Espírito Santo      |                                                                  |                         |                         |                                                                                             |
|                     | Domingos Vicente (Domingos Vicente Gonçalves de Sousa)           | 15 de novembro de 1891  | 31 de dezembro de 1899  | Prefeito de Viana (1900-1908)                                                               |
|                     | Eugênio Amorim (Eugênio Pires do Amorim)                         | 1° de outubro de 1893   | 24 de setembro de 1897  | Faleceu no exercício do cargo                                                               |
|                     | Gil Goulart (Gil Diniz Goulart)                                  | 15 de novembro de 1891  | 31 de dezembro de 1896  | [ 15 ]                                                                                      |
| Distrito Federal    |                                                                  |                         |                         |                                                                                             |
|                     | Eduardo Wandenkolk                                               | 15 de novembro de 1891  | 25 de novembro de 1899  | Chefe do Estado maior da Armada (1900-1901)                                                 |
|                     | Aristides Lobo (Aristides da Silveira Lobo)                      | 1° de janeiro de 1892   | 23 de julho de 1896     | Faleceu no exercício do cargo                                                               |
|                     | Saldanha Marinho (Joaquim Saldanha Marinho)                      | 15 de novembro de 1891  | 27 de maio de 1895      | Faleceu no exercício do cargo                                                               |
| Goiás               |                                                                  |                         |                         |                                                                                             |
|                     | Antônio Caiado (Antônio José Caiado)                             | 26 de setembro de 1893  | 8 de agosto de 1899     | Faleceu no exercício do cargo                                                               |
|                     | Leopoldo Bulhões (José Leopoldo de Bulhões Jardim)               | 15 de novembro de 1894  | 14 de novembro de 1902  | [ 20 ]                                                                                      |
|                     | Antônio Silva Canedo (Antônio Amaro da Silva Canedo)             | 15 de novembro de 1891  | 4 de agosto de 1895     | Faleceu no exercício do cargo                                                               |
| Maranhão            |                                                                  |                         |                         |                                                                                             |
|                     | Benedito Pereira Leite                                           | 22 de maio de 1896      | 28 de fevereiro de 1906 | [ 22 ]                                                                                      |
|                     | João Pedro Belfort (João Pedro Belfort Vieira)                   | 15 de novembro de 1891  | 31 de dezembro de 1897  | Nomeado Ministro do STF em 1897                                                             |
|                     | Augusto Gomes de Castro (Augusto Olímpio Gomes de Castro)        | 15 de novembro de 1894  | 31 de janeiro de 1909   | [ 24 ]                                                                                      |
| Mato Grosso         |                                                                  |                         |                         |                                                                                             |
|                     | Aquelino do Amaral (Aquelino Leite do Amaral Coutinho)           | 15 de novembro de 1891  | 2 de outubro de 1899    | [ 25 ]                                                                                      |
|                     | Joaquim Murtinho (Joaquim Duarte Murtinho)                       | 15 de novembro de 1891  | 19 de novembro de 1896  | Ministro da Indústria, Viação e Obras Públicas (1896-1897)                                  |
|                     | Generoso Ponce (Generoso Paes Leme de Sousa Ponce)               | 15 de novembro de 1894  | 14 de novembro de 1902  | Governador do mato Grosso (1907-1908)                                                       |
| Minas Gerais        |                                                                  |                         |                         |                                                                                             |
|                     | Cristiano Ottoni (Cristiano Benedito Ottoni)                     | 8 de fevereiro de 1892  | 18 de maio de 1896      | Faleceu no exercício do cargo                                                               |
|                     | Américo Lobo (Américo Lobo Leite Pereira)                        | 15 de novembro de 1891  | 15 de novembro de 1893  | Nomeado Ministro do STF (1894-1903)                                                         |
|                     | Antônio Chaves (Antônio Gonçalves Chaves)                        | 15 de novembro de 1894  | 14 de novembro de 1902  | Governador de Minas Gerais (1883-1884)                                                      |
| Pará                |                                                                  |                         |                         |                                                                                             |
|                     | Antônio Baena (Antônio Nicolau Monteiro Baena)                   | 15 de novembro de 1891  | 31 de janeiro de 1897   | [ 31 ]                                                                                      |
|                     | Manuel Barata (Manuel de Mello Cardoso Barata)                   | 15 de novembro de 1891  | 14 de novembro de 1906  | [ 32 ]                                                                                      |
|                     | Justo Chermont (Justo Pereira Leite Chermont)                    | 1° de fevereiro de 1900 | 31 de janeiro de 1909   | Governador do Pará (1889-1891)                                                              |
| Paraíba             |                                                                  |                         |                         |                                                                                             |
|                     | João Neiva (João Soares Neiva)                                   | 1° de fevereiro de 1891 | 31 de janeiro de 1897   | [ 34 ]                                                                                      |
|                     | José de Almeida Barreto                                          | 1° de fevereiro de 1891 | 14 de novembro de 1906  | [ 35 ]                                                                                      |
|                     | Abdon Milanez (Abdon Felinto Milanez)                            | 15 de novembro de 1894  | 14 de novembro de 1902  | [ 36 ]                                                                                      |
| Paraná              |                                                                  |                         |                         |                                                                                             |
|                     | Santos Andrade (José Pereira dos Santos Andrade)                 | 1° de fevereiro de 1891 | 21 de junho de 1895     | Governador do Paraná (1896-1900)                                                            |
|                     | Ubaldino do Amaral (Ubaldino do Amaral Fontoura)                 | 15 de novembro de 1891  | 31 de dezembro de 1893  | Nomeado Ministro do STF (1894-1896)                                                         |
|                     | Vicente Machado (Vicente Machado da Silva Lima)                  | 7 de janeiro de 1895    | 14 de novembro de 1902  | Vice-Governador do Paraná (1893-1894)                                                       |
| Pernambuco          |                                                                  |                         |                         |                                                                                             |
|                     | Joaquim Pernambuco (José Joaquim de Almeida Pernambuco)          | 1° de janeiro de 1894   | 31 de janeiro de 1900   | [ 40 ]                                                                                      |
|                     | Joaquim Correia (Joaquim Correia de Araújo)                      | 23 de novembro de 1891  | 6 de abril de 1896      | Governador de Pernambuco (1896-1899)                                                        |
|                     | João Barbalho (João Barbalho Uchôa Cavalcanti)                   | 4 de junho de 1892      | 31 de dezembro de 1896  | Nomeado Ministro do STF (1897-1906)                                                         |
| Piauí               |                                                                  |                         |                         |                                                                                             |
|                     | Joaquim Cruz (Joaquim Antônio da Cruz)                           | 15 de novembro de 1891  | 31 de janeiro de 1900   | [ 43 ]                                                                                      |
|                     | Firmino Pires Ferreira                                           | 15 de novembro de 1894  | 14 de novembro de 1921  | [ 44 ]                                                                                      |
|                     | Antônio Coelho Rodrigues                                         | 30 de novembro de 1891  | 15 de novembro de 1896  | [ 45 ]                                                                                      |
| Rio de Janeiro      |                                                                  |                         |                         |                                                                                             |
|                     | João Baptista Laper                                              | 15 de novembro de 1891  | 22 de dezembro de 1896  | [ 46 ]                                                                                      |
|                     | Quintino Bocaiúva (Quintino Antônio Ferreira de Sousa Bocayuva)  | 4 de dezembro de 1892   | 30 de dezembro de 1900  | Governador do Rio de Janeiro (1900-1903)                                                    |
|                     | Manuel Queirós (Manuel de Queirós Mattoso Ribeiro)               | 1° de janeiro de 1894   | 14 de novembro de 1902  | [ 48 ]                                                                                      |
| Rio Grande do Norte |                                                                  |                         |                         |                                                                                             |
|                     | Oliveira Galvão (José Pedro de Oliveira Galvão)                  | 13 de janeiro de 1890   | 2 de outubro de 1896    | Faleceu no exercício do cargo                                                               |
|                     | José Bernardo (José Bernardo de Medeiros)                        | 1° de fevereiro de 1891 | 15 de janeiro de 1907   | Faleceu no exercício do cargo                                                               |
|                     | Almino Affonso (Almino Alvares Affonso)                          | 27 de dezembro de 1893  | 13 de fevereiro de 1899 | Faleceu no exercício do cargo                                                               |
| Rio Grande do Sul   |                                                                  |                         |                         |                                                                                             |
|                     | Pinheiro Machado (José Gomes Pinheiro Machado)                   | 1° de janeiro de 1890   | 8 de setembro de 1915   | Presidente do Senado Federal (1902-1903)                                                    |
|                     | Ramiro Barcellos (Ramiro Fortes de Barcellos)                    | 1° de fevereiro de 1891 | 14 de novembro de 1906  | [ 53 ]                                                                                      |
|                     | Júlio Frota (Júlio Anacleto Falcão da Frota)                     | 6 de maio de 1890       | 5 de março de 1909      | [ 54 ]                                                                                      |
| Santa Catarina      |                                                                  |                         |                         |                                                                                             |
|                     | Raulino Horn (Raulino Júlio Adolfo Horn)                         | 15 de novembro de 1891  | 9 de outubro de 1899    | Prefeito de Florianópolis (1899-1901)                                                       |
|                     | Antônio Esteves Jr (Antônio Justiniano Esteves Júnior)           | 1° de janeiro de 1891   | 9 de março de 1900      | Faleceu no exercício do cargo                                                               |
|                     | Gustavo Richard                                                  | 15 de novembro de 1894  | 14 de novembro de 1906  | Governador de Santa Catarina (1906-1910)                                                    |
| São Paulo           |                                                                  |                         |                         |                                                                                             |
|                     | Prudente de Moraes (Prudente José de Moraes Barros)              | 15 de novembro de 1890  | 15 de novembro de 1894  | Presidente da República (1894-1898)                                                         |
|                     | Campos Salles (Manoel Ferraz de Campos Salles)                   | 16 de novembro de 1889  | 30 de abril de 1896     | Presidente da República (1898-1902)                                                         |
|                     | Manoel de Moraes Barros                                          | 15 de novembro de 1894  | 14 de novembro de 1902  | [ 60 ]                                                                                      |
| Sergipe             |                                                                  |                         |                         |                                                                                             |
|                     | Coelho e Campos (José Luís Coelho e Campos)                      | 11 de fevereiro de 1890 | 20 de dezembro de 1913  | Nomeado Ministro do STF em 1913                                                             |
|                     | Manuel Rosa Jr (Manuel da Silva Rosa Júnior)                     | 15 de novembro de 1891  | 31 de janeiro de 1900   | [ 62 ]                                                                                      |
|                     | Leandro Maciel (Leandro Ribeiro de Siqueira Maciel)              | 15 de novembro de 1894  | 18 de fevereiro de 1903 | [ 63 ]                                                                                      |